# Формула Стірлінга

Відношення (ln n!) до (n ln n − n) при n прямуючому до нескінченості прямує до 1.

Формула Стірлінґа є наближенням для факторіалів при великих значеннях n, названа на честь Джеймса Стірлінґа. Формальне твердження формули
{\displaystyle \lim _{n\to \infty }{n! \over {n^{n}e^{-n}{\sqrt {2\pi n}}}}=1}
або
{\displaystyle n!\approx n^{n}e^{-n}{\sqrt {2\pi n}}\ \ \ \ \ \ \ \ \ (n\to \infty )}

## Збіжність та похибки
Формула Стірлінґа отримується із Асимптотичного розкладу Стірлінга для {\displaystyle \Gamma (z)} та {\displaystyle n!}:
{\displaystyle \Gamma (z)=e^{-z}z^{z-1/2}{\sqrt {2\pi }}{\begin{bmatrix}1+{1 \over {12z}}+{1 \over {288z^{2}}}-{139 \over {51840z^{3}}}-{571 \over {2488320z^{4}}}+O(z^{-5})\end{bmatrix}}}
де {\displaystyle ({\begin{vmatrix}arg\ z\end{vmatrix}}<\pi )} (ряд Стірлінґа)
Ряд Стірлінґа особливо корисний для великих значень {\displaystyle {\begin{vmatrix}z\end{vmatrix}}}: для дійсних додатних z абсолютна похибка менша ніж абсолютна величина останнього із взятих елементів ряду. 
Рядом Стірлінґа також називається асимптотичний розклад логарифма від n!:
{\displaystyle \log n!=n\log n-n+{1 \over 2}\log(2\pi n)+{1 \over 12n}-{1 \over 360n^{3}}+{1 \over 1260n^{5}}-{1 \over 1680n^{7}}+\cdots }
Відносна похибка формули Стірлінґа спадає із зростанням n, ця формула часто використовується для обчислення відношення двох факторіалів або гамма-функцій, оскільки в цьому випадку відносна похибка особливо важлива. Зауважимо зокрема що Формула Стірлінґа є просто першим наближенням для ряду Стірлінґа.

## Спеціальні формули
{\displaystyle n^{n}e^{-n}{\sqrt {2\pi n}}<n!<n^{n}{\sqrt {2\pi n}}\ e^{-n+{1 \over {12n}}}}
та
{\displaystyle n!\approx n^{n}{\sqrt {2\pi n}}\ e^{-n+{1 \over {12n}}-{1 \over {360n^{2}}}+...}}
при {\displaystyle n\to \infty }

## Доведення
Грубо кажучи, найпростішу версію формули Стірлінґа можна швидко отримати, наближаючи суму
{\displaystyle \ln n!=\sum _{j=1}^{n}\ln j}
до інтегралу
{\displaystyle \sum _{j=1}^{n}\ln j\approx \int _{1}^{n}\ln x\,{\rm {d}}x=n\ln n-n+1.}
Повна формула разом із точною похибкою може бути отримана наступним чином.Замість наближення n!, розглядається логарифм натуральний  оскільки він є функцією, яка повільно змінюється
{\displaystyle \ln n!=\ln 1+\ln 2+\cdots +\ln n.}
Від правої частини рівняння віднімаємо
{\displaystyle {\tfrac {1}{2}}(\ln 1+\ln n)={\tfrac {1}{2}}\ln n,}
і наближуємо методом трапецій інтеграл
{\displaystyle \ln n!-{\tfrac {1}{2}}\ln n\approx \int _{1}^{n}\ln x\,{\rm {d}}x=n\ln n-n+1,}
Похибка в цьому наближенні задається формулою Ейлера—Маклорена
{\displaystyle {\begin{aligned}\ln n!-{\tfrac {1}{2}}\ln n&={\tfrac {1}{2}}\ln 1+\ln 2+\ln 3+\cdots +\ln(n-1)+{\tfrac {1}{2}}\ln n\\&=n\ln n-n+1+\sum _{k=2}^{m}{\frac {(-1)^{k}B_{k}}{k(k-1)}}\left({\frac {1}{n^{k-1}}}-1\right)+R_{m,n},\end{aligned}}}
де Bk — числа Бернуллі та Rm,n — залишковий член у формулі Ейлера—Маклорена. Перейдемо до границі
{\displaystyle \lim _{n\to \infty }\left(\ln n!-n\ln n+n-{\tfrac {1}{2}}\ln n\right)=1-\sum _{k=2}^{m}{\frac {(-1)^{k}B_{k}}{k(k-1)}}+\lim _{n\to \infty }R_{m,n}.}
Позначимо цю границю як y. Оскільки залишок Rm,n у формулі Ейлера—Маклорена задовольняє
{\displaystyle R_{m,n}=\lim _{n\to \infty }R_{m,n}+O\left({\frac {1}{n^{m}}}\right),}
де ми використовуємо нотацію Ландау ,об'єднуючи вищенаведені рівняння, отримуємо наближену формулу в її логарифмічній формі
{\displaystyle \ln n!=n\ln \left({\frac {n}{\mathrm {e} }}\right)+{\tfrac {1}{2}}\ln n+y+\sum _{k=2}^{m}{\frac {(-1)^{k}B_{k}}{k(k-1)n^{k-1}}}+O\left({\frac {1}{n^{m}}}\right).}
Взявши експоненту обох сторін і вибираючи будь-яке натуральне m,отримуємо формулу з невідомою величиною \mathrm{e}y. Для m = 1  формула набуває вигляду
{\displaystyle n!=\mathrm {e} ^{y}{\sqrt {n}}\left({\frac {n}{\mathrm {e} }}\right)^{n}\left(1+O\left({\frac {1}{n}}\right)\right).}
Величина {\displaystyle \mathrm {e} ^{y}} може бути знайдена, якщо в обох сторонах перейти до границі при {\displaystyle (n\to \infty )} та застосувавши формулу Валліса, яка показує, що {\displaystyle \mathrm {e} ^{y}={\sqrt {2\pi }}}. Таким чином, отримаємо формулу Стірлінґа
{\displaystyle n!={\sqrt {2\pi n}}\left({\frac {n}{\mathrm {e} }}\right)^{n}\left(1+O\left({\frac {1}{n}}\right)\right).}

## Історія
Формулу вперше відкрив Абрахам де Муавр у формі
{\displaystyle n!\sim [{\rm {constant}}]\cdot n^{n+1/2}e^{-n}}
Стірлінґ встановив що константа дорівнює {\displaystyle {\sqrt {2\pi }}}.